# Université internationale de Rome
L’université internationale de Rome (UNINT), naguère Libera Università degli Studi Per l'Innovazione e le Organizzazioni (LUSPIO), est une université privée italienne, basée à Rome, dans le quartier d'Ostiense.
Elle portait lors de sa création en 1996 le nom du pape saint Pie V : Libera Università degli Studi « San Pio V » (LUSPIO).

## Organisation
L'université comprend trois facultés :
- Faculté des sciences économiques
- Faculté d'interprétation et de traduction
- Faculté de science politique et de dynamiques psychosociales